# Cabassous centralis
L'armadillo a coda molle settentrionale (Cabassous centralis) è una specie di armadillo diffuso in America centrale, dal Messico meridionale alla Colombia e al Venezuela, dove vive sugli altipiani.
Il suo arelae di diffusione ne fa una delle due specie (assieme all'armadillo a 9 fasce) di armadillo a vivere al di fuori del Sud America.
Misura fino a 60 cm di lunghezza, per un peso di 4 kg circa.
Il carapace è di colore scuro coi bordi più chiari, con 10-13 bande mobili: il ventre è giallo-grigiastro.
Possiede un muso largo e tozzo, gli artigli delle zampe anteriori ben sviluppati, in particolare l'artiglio del dito medio.
Quando cammina, l'animale poggia la pianta delle zampe posteriori e la punta delle unghie delle zampe anteriori.
Si nutre principalmente di formiche e termiti, che invischia nella lunga lingua appiccicosa mentre grufola nel terreno. Non è raro che l'animale si sommerga letteralmente nel terreno mentre mangia.
Possiede parti unipari, ossia la femmina partorisce un unico cucciolo per volta.